# Un homme remettant une lettre à une femme dans l'entrée d'une maison
Un homme remettant une lettre à une femme dans l'entrée d'une maison (aussi connue comme Une jeune femme avec une lettre et un messager dans une entrée) est une peinture à l'huile du peintre néerlandais Pieter de Hooch, datant de 1670 et conservée au Rijksmuseum d'Amsterdam (Pays-Bas).

## Description
La scène se déroule dans l'entrée du maison. Une femme est assise dans le coin à droite, portant un chien. Un autre chien est debout au milieu de la pièce. Un homme tenant une lettre à la main se tient à droite, près d'une porte. Une fenêtre et une porte ouvrent la pièce vers l'extérieur, laissant apparaître le Kloveniersburgwal d'Amsterdam. À travers la porte ouverte, on aperçoit un enfant dans la rue.
Le soleil éclaire la femme assise à travers la fenêtre et illumine en même temps les bâtiments de l'autre côté du canal. Le jeu d'ombres et de lumières est typique du style de Pieter de Hooch.
Le tableau est signé « P. de Hooch f. 1670 » sur la partie inférieure du cadre de la fenêtre.

## Analyse
Selon l'historien de l'art américain William E. Wallace, le tableau représenterait une famille de la bourgeoisie néerlandaise. Le père, un marchand parti en voyage pour son commerce, a envoyé une lettre à se femme. Celle-ci charge son fils (le jeune homme du tableau) d'envoyer une lettre en réponse, pendant que sa sœur cadette (ou son frère, d'après le chapeau) attend à l'extérieur. La femme du marchand, qui prend soin du foyer en l'absence du foyer, incarne les valeurs protestantes de la société hollandaise du XVIIe siècle.
Ce tableau représente un thème récurrent chez De Hooch : la représentation de la limite entre espaces privé et public (cf. galerie). Dans ces tableaux, la figure féminine « monte la garde » à la frontière entre l'intérieur et l'extérieur, assise en position surélevée à côté d'une chaise vide à destination d'un éventuel visiteur. Les enfants sont positionnés à proximité ou au-delà de la limite. Le visiteur masculin, debout, porte un objet le reliant au monde extérieur (par exemple une lettre).

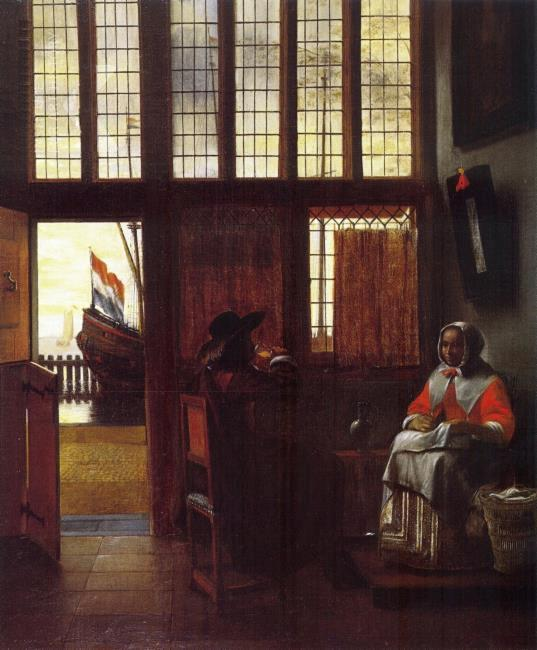
Intérieur donnant sur l'eau, v. 1668, collection Michaelis (Le Cap).
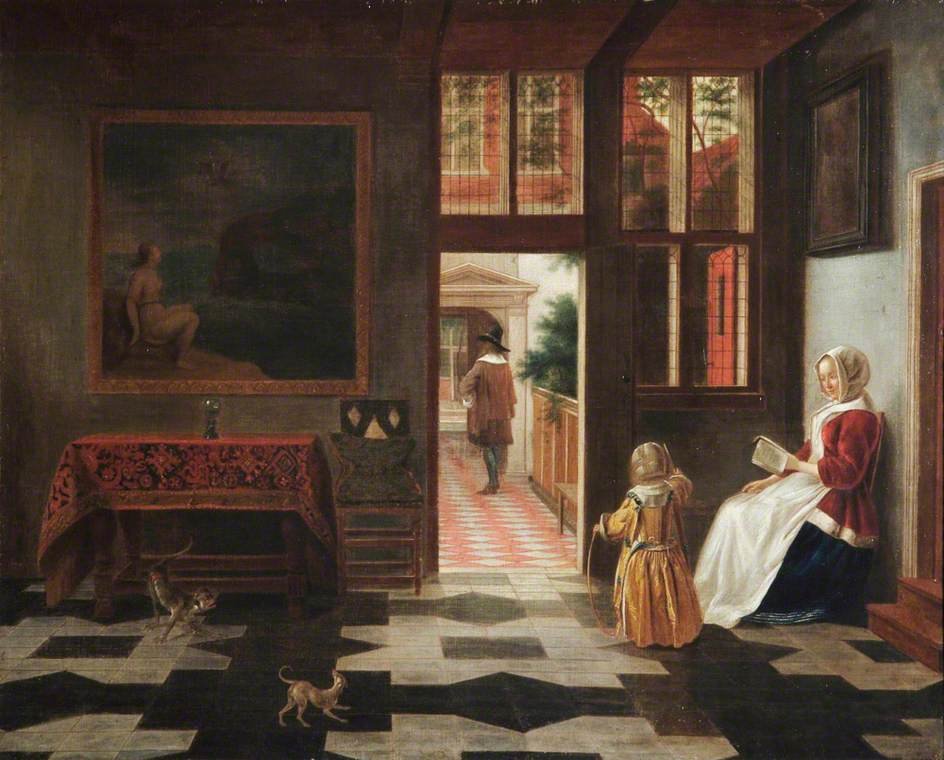
Intérieur avec une femme lisant et un enfant, v. 1660-1664, collection privée, copie au Exeter College (université d'Oxford).
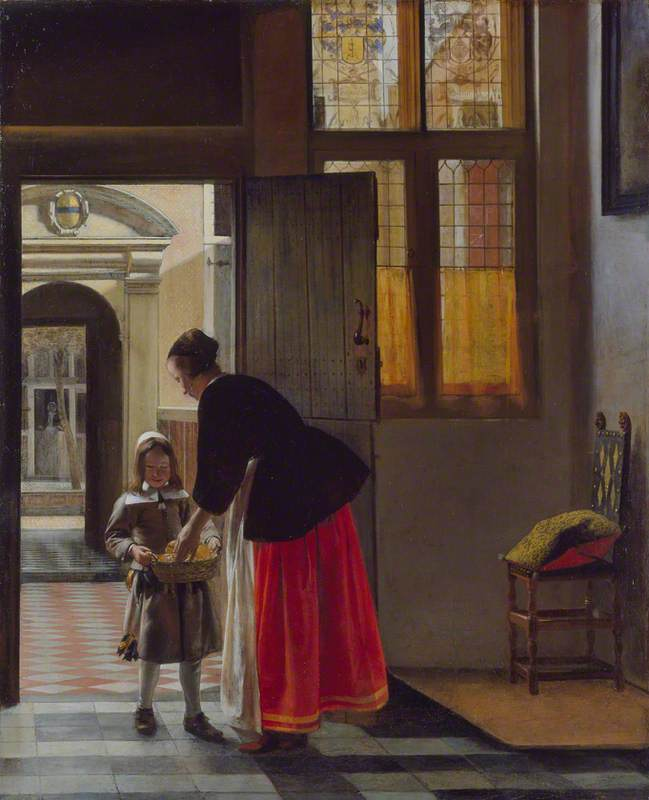
Un enfant apportant du pain, v. 1663, Wallace Collection (Londres).
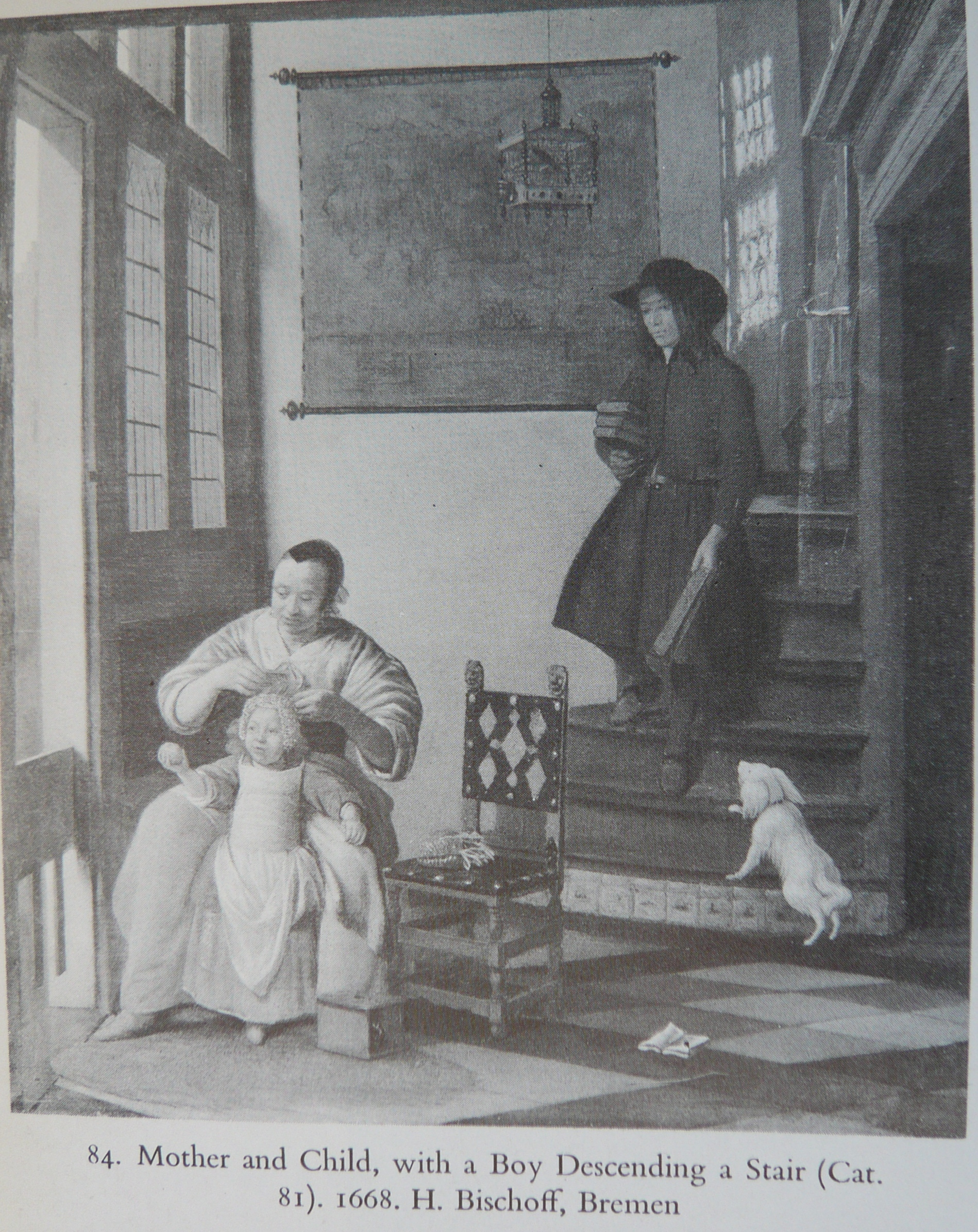
Une mère et un enfant avec un garçon descendant un escalier, 1668, Kunsthalle de Brême.
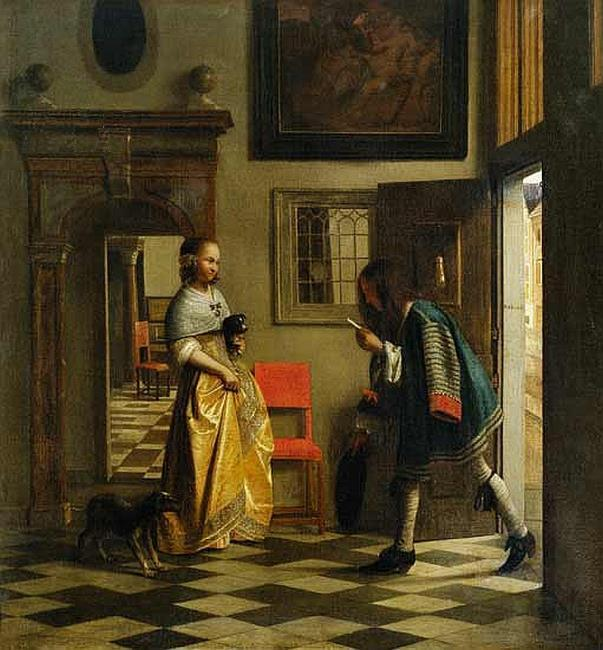
Intérieur avec une jeune femme recevant une lettre, v. 1668-1670, Kunsthalle de Hambourg.

L'opposition entre intérieur et extérieur est soulignée par le contraste entre l'obscurité du vestibule et la clarté de la rue baignée par la  lumière. Les deux chiens illustrent aussi cette opposition : le plus petit est endormi sur les jambes de la femme assise, tandis que l'autre se dirige vers la sortie.

## Sources
- [Hofstede de Groot 1908] (en) Cornelis Hofstede de Groot (trad. Edward G. Hawke), chap. IV.173 « Young Lady in a Vestibule Receiving a Letter », dans A catalogue raisonné of the works of the most eminent Dutch painters of the seventeenth century based on the work of John Smith, vol. 1, Londres, Macmillan, 1908, 636 p. (OCLC 697646840, lire en ligne), p. 523.
- [Hollander 2000] (en) Martha Hollander, « Public and private life in the art of Pieter de Hooch », Nederlands Kunsthistorisch Jaarboek (NKJ) / Netherlands Yearbook for History of Art, Brill, vol. 51 « Wooncultuur in de Nederlanden / The Art of Home in the Netherlands 1500-1800 »,‎ 2000, p. 272-293 (DOI 10.1163/22145966-90000666, JSTOR 24706499, lire en ligne [PDF]).
- [de Rudder 1914] Arthur de Rudder, Pieter de Hooch et son œuvre, Bruxelles, Van Oest, 1914, 110 p. (OCLC 1421954070, LCCN 17000828, lire en ligne), p. 84-86.
- [de Mare 1993] (en) Heidi de Mare, « The Domestic Boundary as Ritual Area in Seventeenth-Century Holland », dans Heidi de Mare et Anna Vos, Urban Rituals in Italy and the Netherlands: Historical Contrasts in the Use of Public Space, Architecture and the Urban Environment, Assen, Koninklijke Van Gorcum BV, 1993, 185 p. (ISBN 9789023227441 et 9023227441, OCLC 782137258, lire en ligne), p. 108-131.
- [Wallace 2016] (en) William E. Wallace, « Far From Home: Looking at A Painting by Pieter De Hooch », Source: Notes in the History of Art, vol. 35, nos 1/2,‎ 2016, p. 62-68 (DOI 10.1086/685628, JSTOR sournotehistart.35.1-2.62, lire en ligne).